# Medienikone

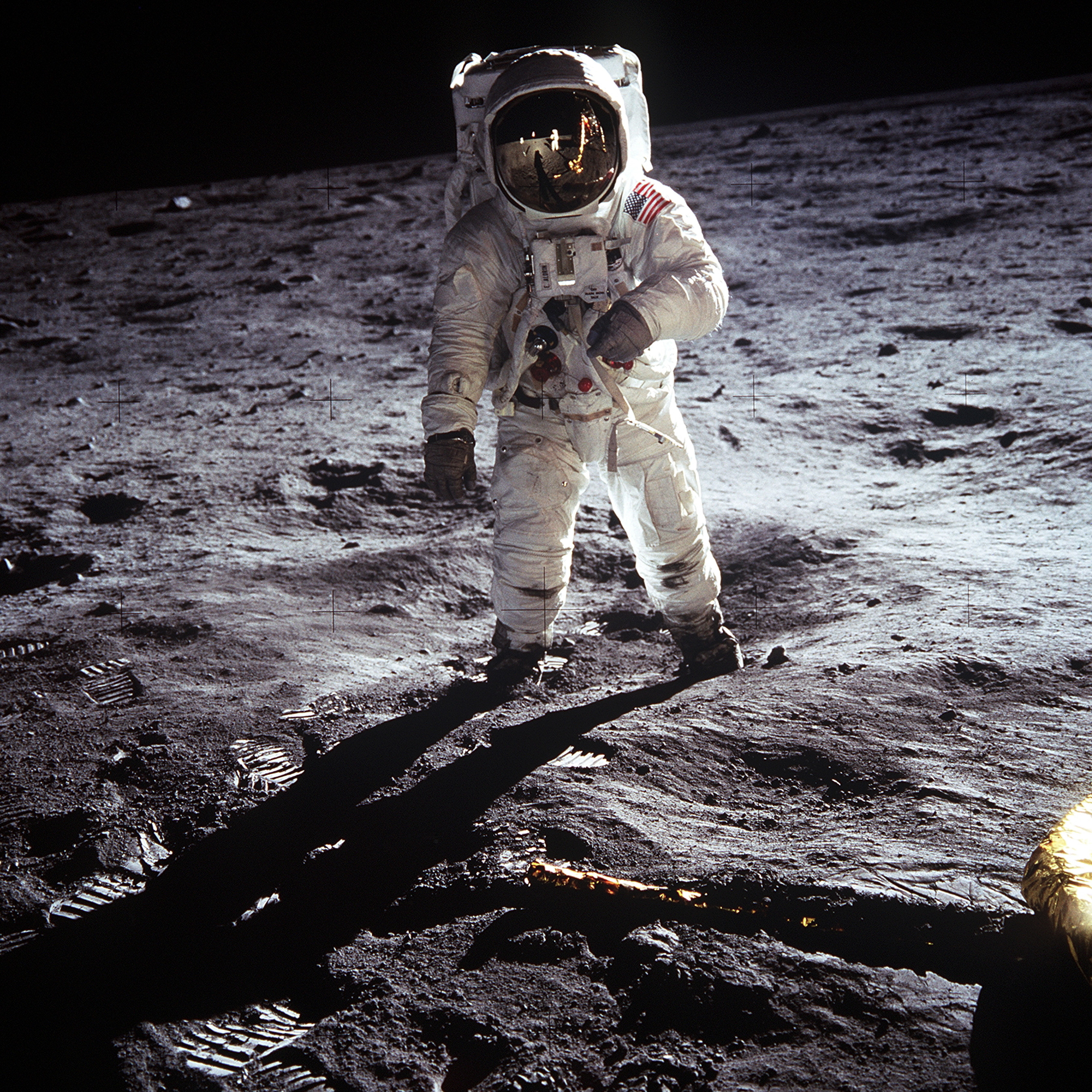
Buzz Aldrin beim ersten Betreten des Mondes am 21. Juli 1969

Als Medienikone werden in Kulturwissenschaften und Medienwissenschaften medial herausragend präsente Bilder bezeichnet. Sind sie dauerhaft im kollektiven Bildgedächtnis eingeschrieben, können sie als „Ikonen des kollektiven Bildgedächtnisses“ bezeichnet werden.

## Grundlagen und Abgrenzungen
Der Begriff „Medienikone“ ist abgeleitet von der „Ikone“ (von altgriechisch εἰκών eikōn „Bild, Abbild“), die ein in der orthodoxen Kirche kultisch verehrtes, nach kanonischen Vorgaben angefertigtes und rituell geweihtes Heiligenbild bezeichnet.
Der Verfall der Aura des Kunstwerks, wie ihn Walter Benjamin im Jahr 1936 im Hinblick auf moderne Reproduktionstechniken beschrieb, kann als Ent-Ikonisierung interpretiert werden. Bereits in den Massenkulturen des 20. Jahrhunderts entstanden jedoch Bilder, die – religiösen Ikonen entfernt vergleichbar – übergeordnete Werte und Sinndeutungsmuster symbolisch verdichteten und, begünstigt durch neue Arten der Vervielfältigung, eine Aura des Mythischen erlangten.
In den 1990er Jahren wurde in der Wissenschaft und in der Öffentlichkeit die Bilderflut der Massenmedien zum Thema. Diskutiert wurden die Verwendung, Wirkung und Interpretation der Bilder und das veränderte Denken in Bildern und über Bilder. „In Kenntnis der Bedeutung, die Bilder in der modernen Mediengesellschaft gewonnen haben, ist der Begriff ‚Ikone‘ in der Umgangssprache seit etwa den 1990er Jahren aus seinem eng definierten Zusammenhang mit den Heiligenbildern der Ostkirche herausgelöst worden.“ 1994 verwendet Gottfried Boehm in Wiederkehr der Bilder den dafür bezeichnenden Begriff Ikonische Wende (iconic turn). Aus der Diskussion um „die neue Macht der Bilder“ entstand ein neuer Begriff für Bilder, die kulturell prägend aus der Bilderflut herausragen: die Medienikonen.
Es waren „… besondere, technisch und elektronisch generierte Bilder, die die Kraft besaßen, Geschichte zu machen und zu schreiben. Aufgrund ihrer Reproduzierbarkeit und Verbreitungsgeschwindigkeit waren sie zugleich in der Lage, Gesellschaften zu durchdringen und Grenzen zu überspringen, also tendenziell omnipräsent und global zu sein. […] Von den Bildern oder Ikonen der Bildenden Kunst unterscheiden sich Medienikonen vor allem dadurch, dass sich die Eigenheiten und Gesetzmäßigkeit ihrer medialen Bildträger strukturell in sie eingeschrieben haben.“ Davon zu unterscheiden sind wiederum Bilder aus der Bildenden Kunst, die, medial vermarktet und konsumiert, selbst zu Medienikonen geworden sind.
Medienikonen sind die Bilder und Bildsequenzen, die aus der seit Beginn der Mediengesellschaft des 20. Jahrhunderts technisch und elektronisch generierten Bilderflut herausragen, außerordentliche Erinnerungskraft besitzen und ständig reproduziert, verehrt, verteidigt oder attackiert werden. Gemeinsam ist ihnen die mediale Wirkmächtigkeit:
- Sie greifen gestaltend in den historischen Prozess ein, „machen“ also Geschichte.
- Sie formen den Prozess der Erinnerung an ebendiese Geschichte, „schreiben“ also Geschichte.
- Sie verfügen über eine eigene Geschichte, ihre Bildgeschichte.[8]

### Ikonen des Fotojournalismus
Der amerikanische Kommunikationswissenschaftler David D. Perlmutter erwähnt (in Photojournalism and foreign policy) Unterschiede und Merkmale, die in der Diskussion um Medienikonen ähnlich zu berücksichtigen sind.
So unterscheidet er zwischen „discrete icon“ und „generic Icon“ (vgl. Katharina Lobinger: Visuelle Kommunikationsforschung.) Beim generic icon können die Akteure die Situation oder die Orte wechseln, das Motiv bleibt jedoch dasselbe. Als Beispiel nennt Perlmutter den Bildtypus „Hungerndes Kind in Afrika“. Dagegen ist das discrete icon ein einzelnes Foto, mit bestimmten Bildelementen und unter anderem folgenden Merkmalen:

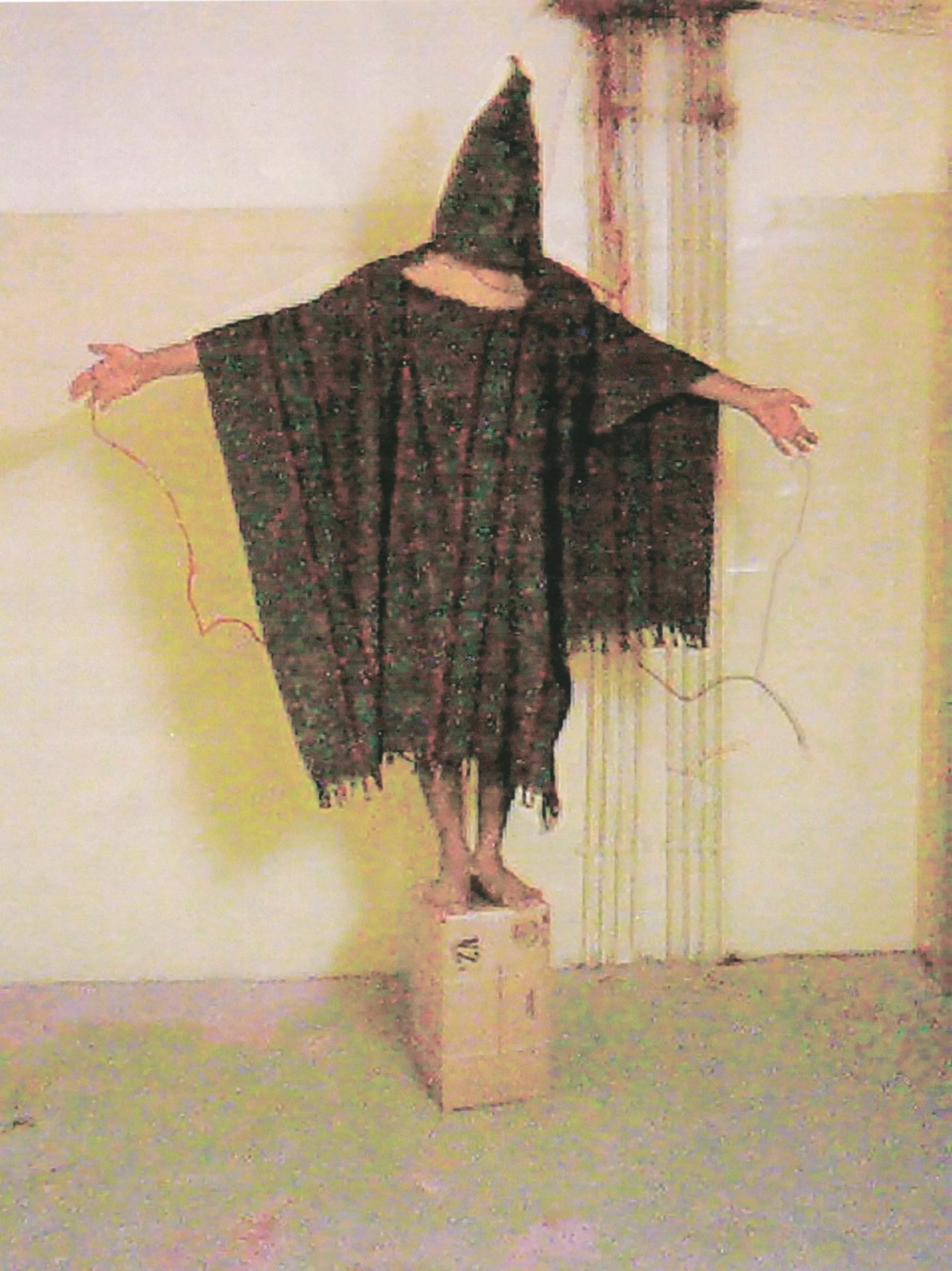
Der „Kapuzenmann“ erfüllt die Kriterien eines discrete icon

- Berühmtheit: Das Foto wird zumindest innerhalb einer Generation wiedererkannt. Politiker, Medienleute oder Wissenschaftler schreiben ihm außergewöhnliche Bedeutung zu.
- Augenblicklichkeit: Das Foto wurde schnell berühmt und wird noch nach Jahren publiziert.
- Ereignisrelevanz: Das Foto geht aus einem relevanten Ereignis hervor.
- Komposition: Das Foto hat eine auffällige und überzeugende Komposition.
- Profit: Das Foto ist ein rentables kommerzielles Produkt.
- Darstellungsprominenz: Das Foto wird auf Titelseiten von Medien gedruckt.
- Frequenz: Das Bild wird häufig abgedruckt.
- Transponierbarkeit: Das Foto wird in verschiedenen Medien, wie Büchern oder Zeitungen, abgedruckt.
- Ursprünglichkeit und kulturelle Resonanz: Das Foto rekurriert auf Szenen aus Religion und Geschichte und bezieht sich somit auf frühere ikonische Bilder.
- Metonymie: Das Foto scheint einen Moment eines Ereignisses zu verdichten und symbolisch das gesamte Geschehen zum Ausdruck zu bringen.

### Varianten

Porträt Mao Zedongs am Tor des Himmlischen Friedens

Der Begriff Ikone im Sinne von Medienikone tendiert zum inflatorischen Gebrauch. Es sind weitere Varianten unterscheidbar.
Schreiben sich die Bilder in das kollektive Bildgedächtnis ein, werden sie zu „Ikonen des kollektiven Bildgedächtnisses“ erklärt (populärwissenschaftlich zu „Schlüsselbildern, die die Welt bewegen“).
Manche Medienikonen werden als „Superikone“ bezeichnet, beispielsweise wenn sie, wie die Fotografie des Kapuzenmannes von Abu Ghuraib, auf das „superlativische Bild“ des gekreuzigten oder leidenden Christus verweisen, oder anderen ikonischen Vorläufern nachgebildet sind, wie das Porträt Mao Zedongs am Tor des Himmlischen Friedens, das als „Mona Lisa Chinas“ medial verwertet wurde.
Die einzelnen Medien selbst haben ihre eigenen Ikonen hervorgebracht. Es wird von „Ikonen der Pressefotografie“, von „Ikonen der zeitgenössischen Kunst“ und von „Ikonen der Filmgeschichte“ gesprochen.
Vielfach werden Bilder und Produkte einer bestimmten Art von Medienikonen zugeordnet: Die Coca-Cola-Flasche gilt als Werbeikone, der VW Käfer als Designikone.
Unabhängig vom Diskurs der „Ikonischen Wende“ wird der Begriff Ikone als Auszeichnung des für einen Bereich in seiner Zeit Wegweisenden, Einzigartigen und sinnbildlich Gewordenen, verwendet, etwa als „Architekturikone“ (wie der Eiffelturm oder das Sydney Opera House), als „Ikone der Astronomie“ (das Hubble-Weltraumteleskop) oder als „Versand-Ikone“ (Neckermann).

## Beispiele
Aus unterschiedlichen Quellen und Blickwinkeln ergeben sich unterschiedliche Zusammenstellungen von Beispielen. Im ursprünglich engeren Sinn wird nur eine bestimmte Abbildung oder Bildsequenz als Medienikone beschrieben. Im inflationären Gebrauch kommt es vor, dass bereits ein Ereignis oder eine Person zur Ikone oder Medienikone erhoben wird, sobald damit ein herausragendes Motiv in der Flut der Bilder, Abbildungen, Fotos oder Abdrucke markiert werden kann.

### Ikonen der Bildenden Kunst

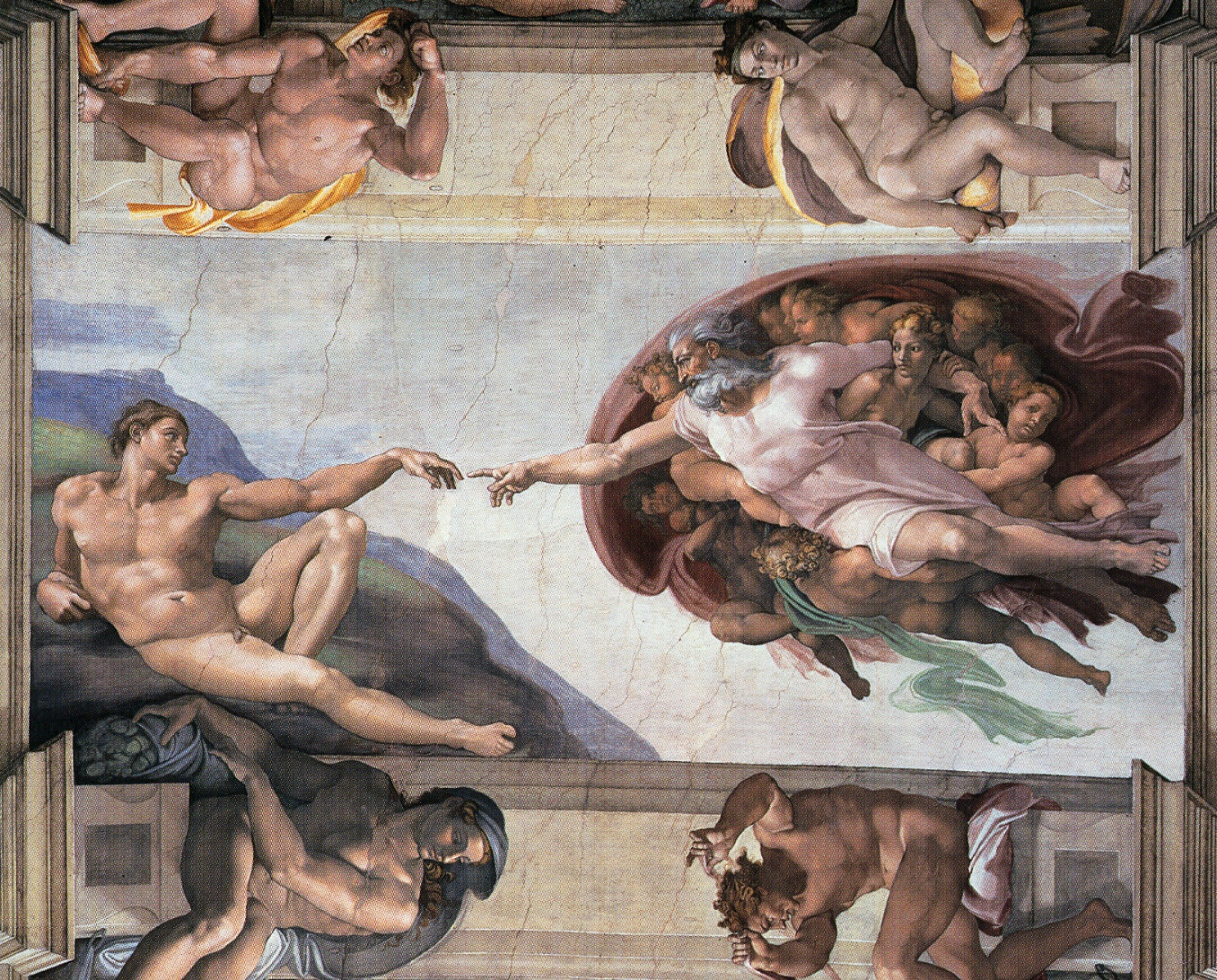
Die Erschaffung Adams, Detail aus dem Deckenfresko der Sixtinischen Kapelle

Eugène Delacroix: Die Freiheit führt das Volk (1830)

Ikonen der Bildenden Kunst und Ikonen der modernen Massenmedien unterscheiden sich in ihrem Entstehungsprozess. Als „Superikonen“ oder „superlativischen Bilder“ der Kunst, die wiederum Vorbild für zahlreiche spätere Bildschöpfungen wurden, gelten etwa
- die ägyptische Büste der Nofretete (1353–1336 v. Chr.)[15]
- die Römische Pietà des Michelangelo im Petersdom (1498/99)[16]
- das Lächeln der Mona Lisa, von Leonardo da Vinci um 1510[16]
- die Erschaffung Adams, als der Finger Gottes fast den Finger Adams berührt, von Michelangelo ca. 1511[17]
- die beiden Puttenfiguren am unteren Bildrand der Sixtinischen Madonna, von Raffael 1512/13
- das Bild der Marianne, als Symbol der Freiheit, in dem Gemälde Die Freiheit führt das Volk, von Eugène Delacroix, geschaffen 1830[18]
- als Meisterwerk des Expressionismus, Der Schrei, von Edvard Munch (1893)
- als „Ikone der Moderne“ Das Schwarze Quadrat (1915 erstmals ausgestellt), von Kasimir Malewitsch[19]
- als „Antikriegsikone“ und „Ikone des 20. Jahrhunderts“, Guernica (1937), von Pablo Picasso[20]
- der tief konzentrierte Blick von Joseph Beuys und seines Sohnes Wenzel von Liselotte Strelow[Bild 1]

### Ikonen der Moderne
- Joe Rosenthals Foto Raising the Flag on Iwo Jima und Jewgeni Chaldejs Bild der sowjetischen Flagge auf dem Berliner Reichstag
- Robert Capas Aufnahme von 1948, die Pablo Picasso zeigt, wie er die vorausgehende Françoise Gilot am Strand von Golfe-Juan mit einem Sonnenschirm schützt[Bild 2][21]

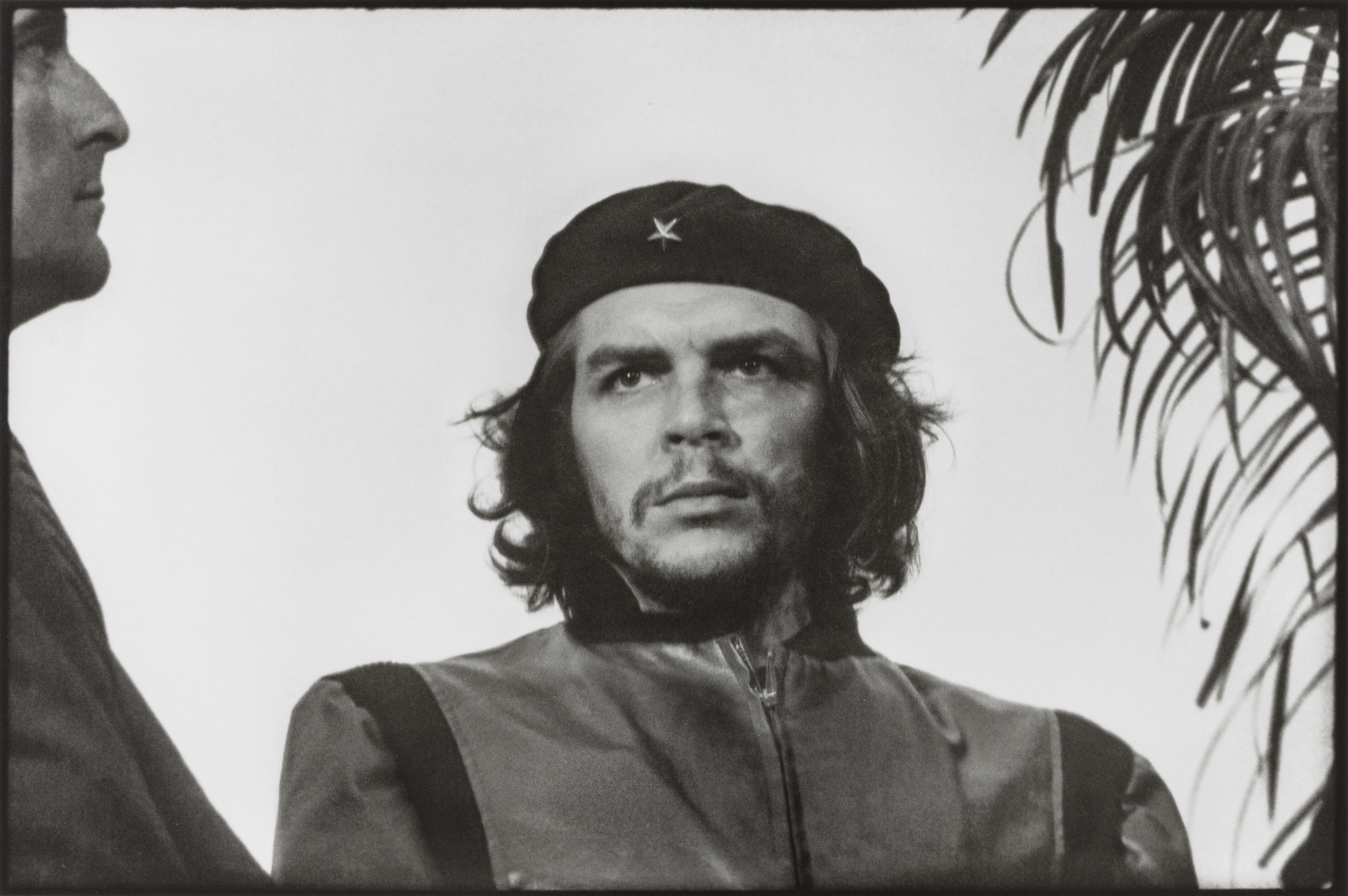
Che Guevara: Guerrillero Heroico. Foto: Alberto Korda

- Arthur Sasses Fotografie Albert Einstein mit herausgestreckter Zunge[22][23]
- die von Sam Shaw angefertigte Standfotografie Marilyn Monroes aus den Dreharbeiten zu Das verflixte siebte Jahr, auf der ihr weißes Kleid durch den Luftzug eines U-Bahn-Schachts angehoben wird[Bild 3]
- Alberto Kordas Aufnahme von Che Guevara aus dem März 1960 als eines der bekanntesten Fotos einer Person überhaupt. Nach dem Tod Guevaras wurde es weltweit vermarktet und stilisierte ihn zu einer Art Pop-Ikone[24]
- Robert Lebecks Foto vom „Degendieb von Léopoldville“, entstanden am 29. Juni 1960 in Léopoldville, auf dem ein junger Kongolese den Degen des belgischen Königs Baudouin aus der offenen Limousine stiehlt, mit der der König durch die Stadt fährt – ein Symbol für die Dekolonisation Afrikas[Bild 4][25]
- aus der Erforschung der DNA – das Modell der Doppelhelix von James Watson und Francis Crick[26]
- das Bild eines Atompilzes – der Funktionswert reicht von „Symbol für den technologischen Fortschritt“ bis „Symbol für die Apokalypse der Moderne“[27]
- Peter Leibings Fotografie Sprung in die Freiheit, 15. August 1961: Zwei Tage nach dem Beginn des Berliner Mauerbaus sprang der 19-jährige DDR-Bereitschaftspolizist Conrad Schumann an der Bernauer Straße über den provisorisch ausgerollten Stacheldraht in den Westen[Bild 5]
- Martin Luther King hält vor dem Lincoln Memorial in Washington seine berühmte Rede „I Have a Dream“, 28. März 1963[28]
- Schwarzenführer Malcolm X, 1964[28]
- Bilder von Neil Armstrong und Buzz Aldrin als erste Menschen auf dem Mond nach der Mondlandung am 21. Juli 1969[29]
- der Kniefall Willy Brandts in Warschau 1970 von Sven Simon[Bild 6][30]
- das Poster mit Farrah Fawcett im roten Badeanzug von 1976, das als das bisher meistverkaufte Poster gilt[Bild 7][31]
- das Poster Tennis Girl, das sich ab 1978 über zwei Millionen Mal verkaufte[Bild 8][32]
- Steve McCurrys Porträt Afghan Girl der damals 12-jährigen Sharbat Gula, erschienen im Juni 1985 auf der Titelseite des National Geographic Magazine[Bild 9]

### Stars und Idole

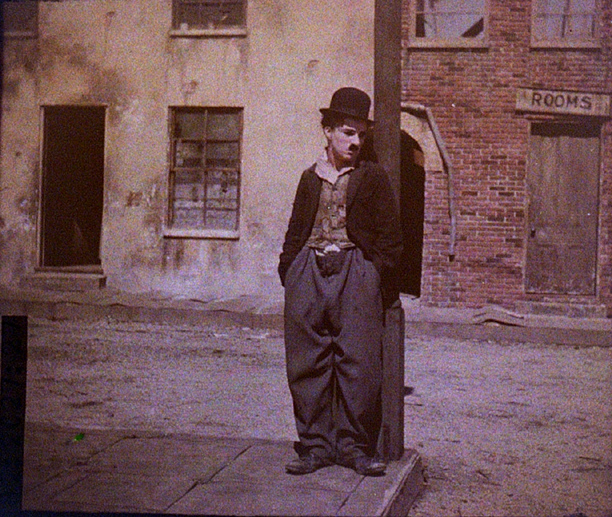
Charlie Chaplin als Tramp, um 1917

Bei vielen Menschen wird die visuelle Erinnerung aktiviert und das Bild abgerufen, wenn die in den Medien dargestellte Person (oder ein Gegenstand oder ein Ereignis) nur genannt wird. Bekannte Persönlichkeiten aus Kunst, Sport, Wissenschaft und Politik wurden zu „Ikonen des 19., 20., 21. Jahrhunderts“, oder wie Charlie Chaplin, zur Ikone der Moderne. Zu „Pop-Ikonen“ erklärt wurden beispielsweise Sigmund Freud, der Papst und die Beatles. Andy Warhol hingegen findet Erwähnung als „Kunst-Ikone“. Der surrealistische Maler Salvador Dalí fiel durch sein exzentrisches Verhalten und seinen gezwirbelten Schnurrbart auf. Angerer der Ältere schuf 2004 ein Bild mit dem Titel Ikone Dalí.
Einige der Persönlichkeiten und sogar erfundene Charaktere werden zu Vorbildern, wie etwa Idole in der Jugendkultur.
- Zeichentrick- bzw. Computerspielfiguren wie Mickey Mouse oder Lara Croft
- Filmschauspieler wie Marilyn Monroe[35], James Dean,[36] Charlie Chaplin
- Musiklegenden wie Elvis Presley oder Madonna (als Pop-Ikone), Michael Jackson oder Bob Marley
- Sportler wie Pelé (Fußball-Ikone), Dick Fosbury (Hochsprung-Ikone), Steffi Graf (Tennis-Ikone), Muhammad Ali (Box-Ikone)
- Prominente wie Diana, Princess of Wales[37] oder Mutter Teresa.

### Ikonen der Vernichtung und des Negativen

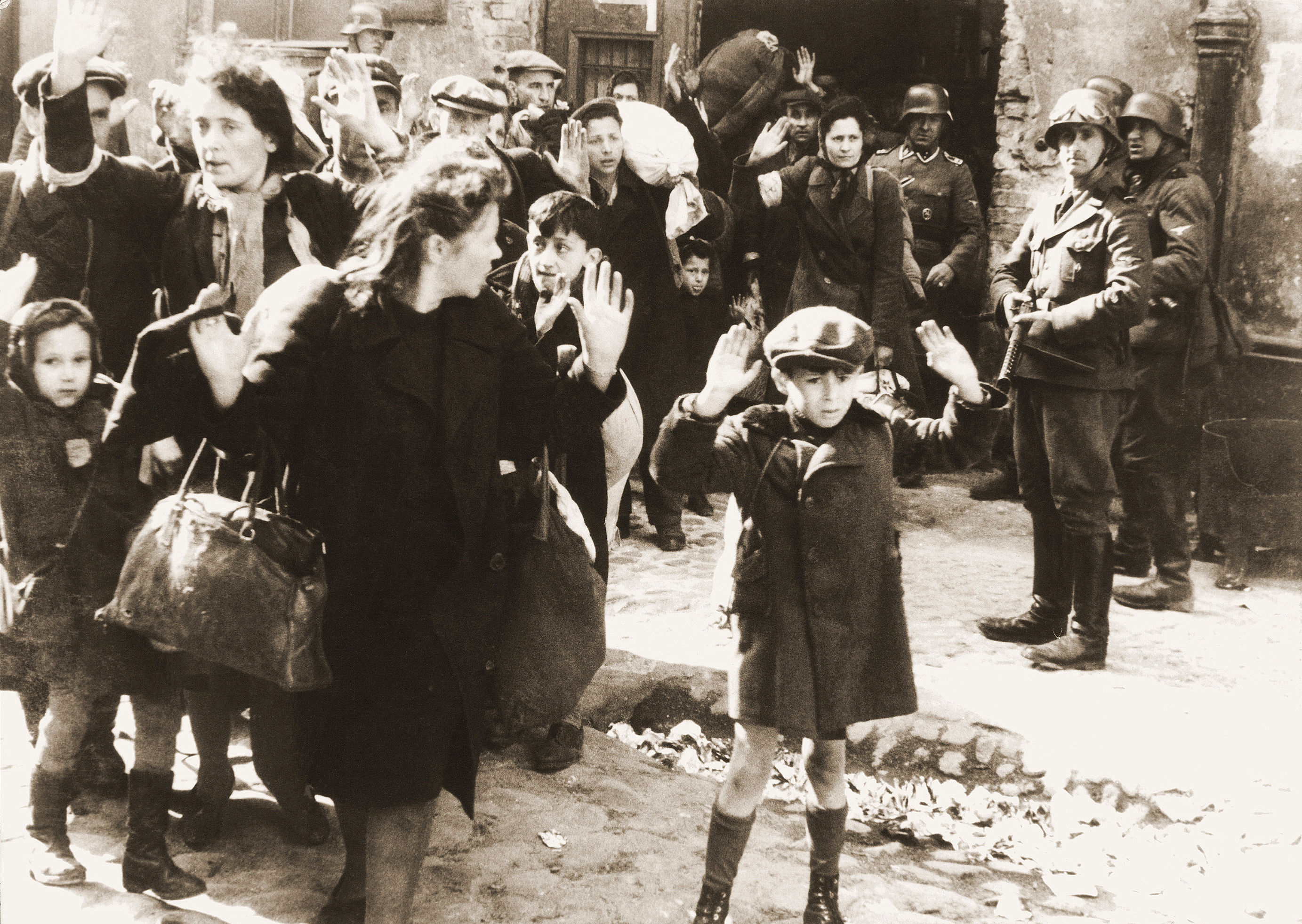
Der Junge im Warschauer Ghetto ist mittig im Vordergrund zu sehen.

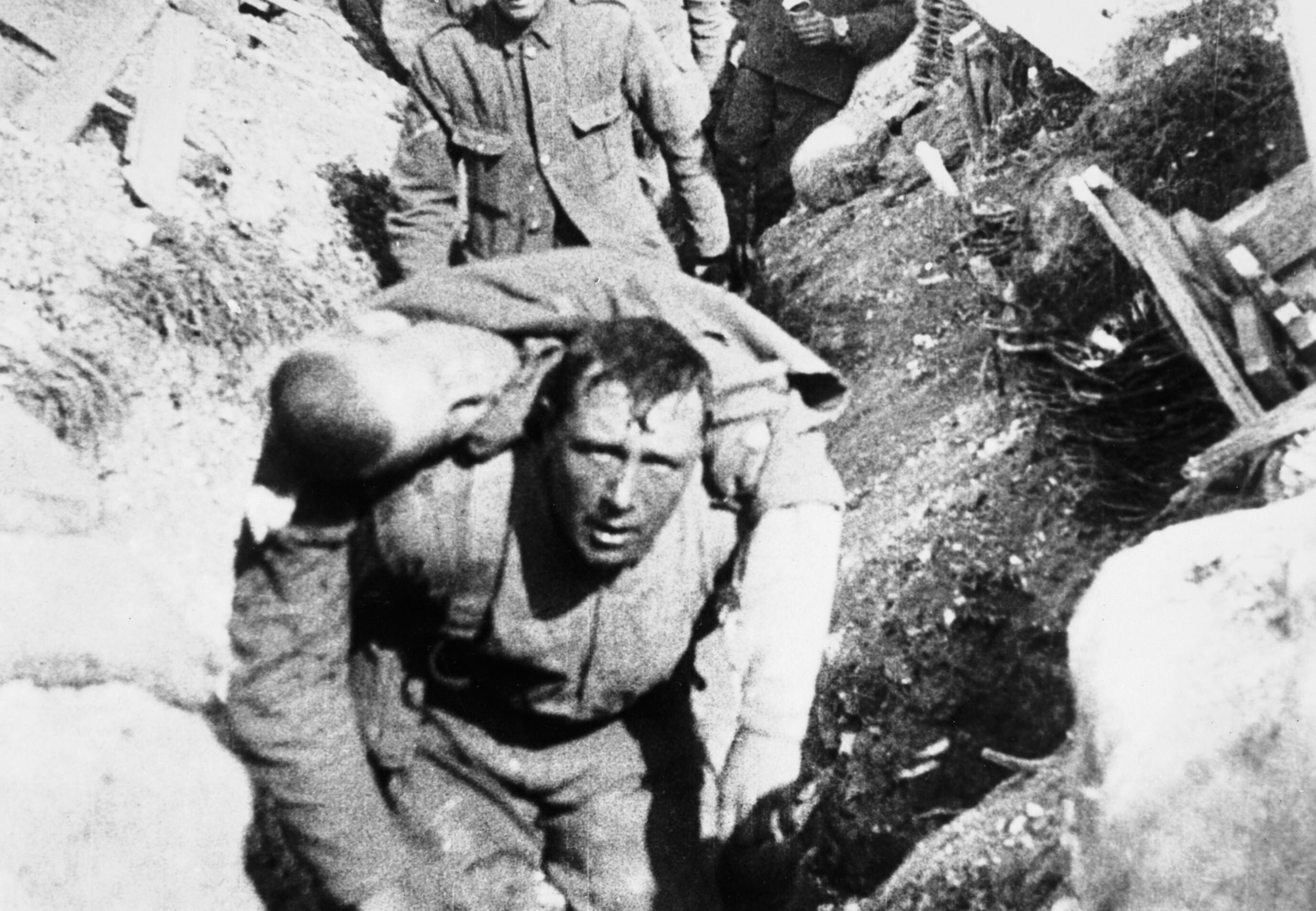
Britischer Soldat birgt während der Schlacht an der Somme einen verwundeten Kameraden (1916)

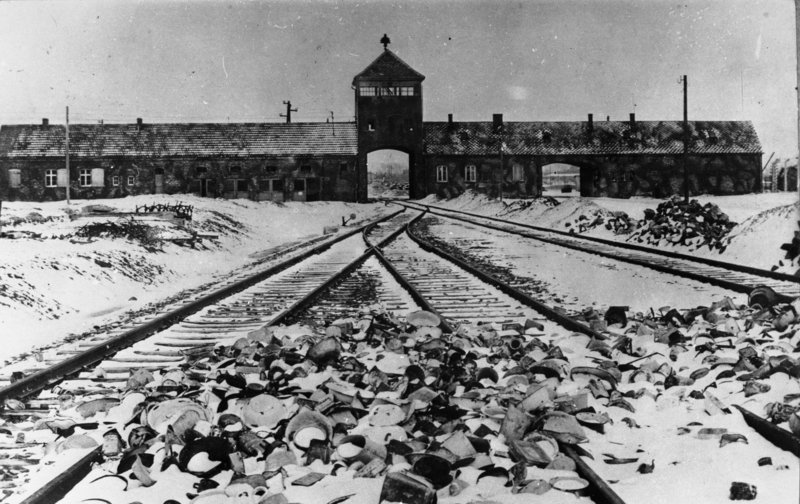
Das KZ Auschwitz-Birkenau, Ansicht von innen (1945)

- Britischer Soldat bei der Bergung eines verwundeten Kameraden während der Schlacht an der Somme am 1. Juli 1916 (Ausschnitt / Standbild aus dem Dokumentarfilm Die Schlacht an der Somme)[38][39]
- Emmanuil Jewserichins Aufnahme des Barmalei-Brunnens vor den brennenden Ruinen von Stalingrad, aufgenommen nach einem schweren deutschen Luftangriff am 23. August 1942[Bild 10]

Bilder des Holocaust:
- das im Stroop-Bericht über den Aufstand im Warschauer Ghetto veröffentlichte Foto des Jungen aus dem Warschauer Ghetto mit Josef Blösche im Hintergrund
- die Leichenberge in Konzentrationslagern[3]
- Stanisław Muchas Foto vom Torhaus des KZ Auschwitz-Birkenau[40]
- das Foto aus Baracke 56 des Kleinen Lagers in Buchenwald

Spätere Ikonen des Negativen:
- Jürgen Henschels Foto vom 2. Juni 1967: Der sterbende Student Benno Ohnesorg wird hilfesuchend von einer Passantin gestützt.[Bild 11]
- Eddie Adams’ Foto vom 1. Februar 1968, das die Erschießung des Vietkong-Guerillakämpfer Nguyễn Văn Lém durch den südvietnamesischen Polizeikommandanten Nguyễn Ngọc Loan zeigt[Bild 12]
- Nick Úts Foto The Terror of War, das das neunjährige Mädchen Kim Phúk im Vietnamkrieg 1972 zeigt, das nackt und mit schweren Verbrennungen davonläuft[Bild 13]
- Aufnahmen Hanns Martin Schleyers der RAF während der Geiselhaft 1977[41]
- Brian Stewarts Foto der dreijährigen Äthiopierin Birhan Woldu, die in der Hungersnot von 1984–1985 dem Tod nahe war[Bild 14]
- Das Überwachungskamerabild der bewaffneten Täter während des Amoklaufs an der Columbine High School 1999 sowie Bilder und Filmsequenzen der vor ihnen flüchtenden Schüler und des Falls eines schwerverletzten Schülers aus einem der Schulfenster.[Bild 15][42]
- Bild- und Filmsequenzen der Terroranschläge am 11. September 2001 mit den brennenden Türmen des World Trade Center[43]
- Das „Kapuzenmann“-Bild als Symbol des Abu-Ghuraib-Folterskandals[44] und des „War on Terror“ insgesamt[45]

## Abbildungen
1. ↑  Liselotte Strelow: Joseph Beuys. 1967.
2. ↑  Robert Capa: Pablo Picasso und Françoise Gilot am Strand. 1948.
3. ↑  Roya Nikkah: Marilyn Monroe’s 'Seven Year Itch’ dress to go on show at V&A. In: telegraph.co.uk, 14. Oktober 2012; abgerufen am 5. Januar 2015 (englisch)
4. ↑  Baudouin I. In: lebeck.de; abgerufen am 7. Juni 2015.
5. ↑  Sprung in die Freiheit. 1961.
6. ↑  Sven Simon: Warschauer Kniefall. 1970.
7. ↑  Farrah Fawcett im roten Badeanzug. 1976.
8. ↑  Tennis Girl. 1978.
9. ↑  Afghan Girl Photo. Debra Denker: Along Afghanistan’s War-torn Frontier. Reportage vom Juni 1985 auf nationalgeographic.com, April 2002 (englisch)
10. ↑  Emmanuil Nojewitsch Jewserichin: 23. August 1942. Nach einem massiven Überfall durch Nazi-Flugzeuge (1942)
11. ↑  Benno Ohnesorg. 1967.
12. ↑  Foto der Erschießung Nguyễn Văn Léms
13. ↑  Kim Phúk. 1972.
14. ↑  The Face of 1984 Ethiopia famine
15. ↑  Columbine Shooting Security_Camera